# 1213 Algeria
Algeria (asteróide 1213) é um asteróide da cintura principal com um diâmetro de 33,2 quilómetros, a 2,7330717 UA. Possui uma excentricidade de 0,1300282 e um período orbital de 2 033,83 dias (5,57 anos).
Algeria tem  uma inclinação de 13,05119º.
Esse asteróide foi descoberto em 5 de Dezembro de 1931 por Guy Reiss.